# Désuétude fonctionnelle
 (juillet 2016).
- Si vous ne connaissez pas le sujet, laissez ce bandeau (vous pouvez alors contacter les auteurs).
- Si vous supprimez le contenu mis en cause (vous pouvez préalablement contacter les auteurs),

argumentez précisément cette suppression dans la page de discussion
(un manque de référence n'est pas un argument ; une recherche réelle de référence doit avoir été effectuée, être formellement documentée).
 (juillet 2016).
Si vous disposez d'ouvrages ou d'articles de référence ou si vous connaissez des sites web de qualité traitant du thème abordé ici, merci de compléter l'article en donnant les références utiles à sa vérifiabilité et en les liant à la section « Notes et références ».
La désuétude fonctionnelle est un des trois éléments de dépréciation des immeubles, les autres étant la détérioration (dépréciation physique) et la désuétude économique, laquelle provient de sources extérieures à la propriété.  
La désuétude fonctionnelle, ou obsolescence, est la perte de valeur d'un bien généralement due au changement dans les techniques ou dans les goûts.
Pour un immeuble, elle peut venir de plusieurs sources : 
- une mauvaise conception à l’origine (mauvaise planification de l’espace),
- un surdimensionnement (charpente trop lourde pour l’usage actuel),
- un sous-dimensionnement (hauteur libre insuffisante),
- un changement dans la technique de construction (charpentes de bois, lanterneaux),
- un changement d’usage de l’immeuble (centre commercial converti en bureaux),
- un changement dans les modes de production (production à la chaîne sur un seul niveau qui remplace les immeubles industriels multi-étages),
- un changement dans les modes de consommation (désaffection des grands magasins de centre-ville au profit des centres commerciaux de banlieue),
- un changement des modes de vie (logement avec des espaces cloisonnés au lieu d’aires ouvertes),
- un changement dans les goûts (apparence des façades des commerces), etc.

La désuétude fonctionnelle peut être corrigible (une cuisine désuète) ou incorrigible (l’absence de stationnement intérieur dans un vieil immeuble de bureaux). 
En évaluation immobilière, l’usage du coût de remplacement (plutôt que de reproduction) permet de contourner certaines désuétudes fonctionnelles, mais il faut être très judicieux dans le choix des remplacements.  
- Surdimensionnement : Il constitue un élément à remplacer dans le calcul de coût, car il n’a pas d’utilité pour un acquéreur éventuel (Ex. : charpente trop lourde).  - On calcule donc un matériau courant de même qualité.
- Sous-dimensionnement : Il doit être pris en compte dans la désuétude fonctionnelle (Ex. : un bâtiment industriel trop bas pour les usages actuels ; possible mais coûteux à corriger.  Le remplacement n’en tient pas compte.)

Dans les propriétés industrielles, l’âge et la complexité de configuration peut rendre très ardu le calcul des désuétudes fonctionnelles. 
Remplacement excessif : Les évaluateurs ont parfois tendance à remplacer un bâtiment ancien par un moderne, sans égard à la construction réelle (par ex. en considérant qu’un m ca. de manufacture coûte tant suivant les standards actuels).  Un tel exercice réduit la méthode du coût à sa plus simple expression et elle devient inutile.  Tout le problème est transféré au calcul des dépréciations.